# Temósachic
Temósachic là một đô thị thuộc bang Chihuahua, México. Năm 2005, dân số của đô thị này là 6319 người.